# Паппельштадіон
«Паппельштадіон» (нім. Pappelstadion) — футбольний стадіон у місті Маттерсбург, Австрія, домашня арена ФК «Маттерсбург». 
Стадіон відкритий 1952 року. Розташований в міському центрі спорту та відпочинку неподалік плавального басейну. Назву стадіону дали насадження тополь, які оточують арену («pappel» з німецької означає «тополя»). У XX столітті стадіон був традиційним місцем проведення змагань зі спідвею. З початку XXI століття в результаті поетапної капітальної реконструкції арена була перепрофільована на футбольний стадіон. У 2001 році зі стадіону прибрано трек, зведено нову трибуну та встановлено систему освітлення. 2003 року споруджено дві додаткові трибуни, в результаті чого місткість збільшено до 17 100 місць. Над VIP-зоною споруджено дах. У 2007 році здійснено реконструкцію трибун в рамках приведення арени до вимог УЄФА, у ході чого над всією головною трибуною споруджено дах, а потужність зменшено до 15 700 глядачів.
Абсолютний рекорд відвідуваності стадіону був встановлений 9 квітня 2003 року під час матчу Кубка Австрії з футболу між «Маттерсбургом» та «Грацером». Тоді на стадіоні перебувало 18 600 глядачів.